# Harold Lowe

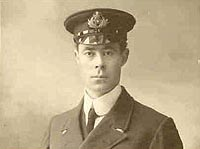
Harold Godfrey Lowe

Harold Godfrey Lowe (ur. 21 listopada 1882 w Llanrhos w Północnej Walii, zm. 12 maja 1944 w Deganwy) – piąty oficer na RMS Titanic. Prawdopodobnie jako jedyny zawrócił łódź ratunkową do ludzi pozostałych w wodzie po zatonięciu statku. Z wody wyłowił czterech pasażerów (jeden z nich zmarł wskutek hipotermii przed przybyciem statku RMS Carpathia).
Na statkach zaczął służyć w wieku 14 lat jako chłopiec okrętowy. Mąż Ellen Marion Whitehouse, z którą miał dwójkę dzieci, Florence Lowe oraz Harolda Lowe’a Jr. Zmarł na nadciśnienie w wieku 61 lat.
Postać oficera Lowe'a pojawiła się w filmie Titanic z 1997, grana przez Ioana Gruffudda. Lowe ratuje w nim główną protagonistkę żeńską, Rose DeWitt Bukater, przed zamarznięciem w lodowatej wodzie po katastrofie statku.